# Степановка (Михайловский район)
Степа́новка — деревня Трепольского сельского поселения Михайловского района Рязанской области России.

## Население
| 2010 |
| ---- |
| 61   |